# Kandari
Kandari è una suddivisione dell'India, classificata come census town, di 15.158 abitanti, situata nel distretto di Jalgaon, nello stato federato del Maharashtra. In base al numero di abitanti la città rientra nella classe IV (da 10.000 a 19.999 persone).

## Geografia fisica
La città è situata a 21° 03' 29 N e 75° 48' 51 E.

## Società

### Evoluzione demografica
Al censimento del 2001 la popolazione di Kandari assommava a 15.158 persone, delle quali 8.005 maschi e 7.153 femmine. I bambini di età inferiore o uguale ai sei anni assommavano a 1.678, dei quali 897 maschi e 781 femmine. Infine, coloro che erano in grado di saper almeno leggere e scrivere erano 12.017, dei quali 6.789 maschi e 5.228 femmine.